# Лоренцо Лукка
Лоренцо Лукка (італ. Lorenzo Lucca, нар. 10 вересня 2000, Монкальєрі) — італійський футболіст, нападник клубу «Удінезе» та національної збірної Італії.

## Клубна кар'єра
Народився 10 вересня 2000 року в місті Монкальєрі. Займався футболом у дитячих командах низки італійських клубів.
У дорослому футболі дебютував 2016 року виступами за команду «Атлетіко Торіно» на рівні Промоціоне. 
Згодом протягом другої половини 2010-х був гравцем «Віченци», «Брешії» та «Торіно», у структурі яких здебільшого виступав за юнацькі команди.
На початку 2020 року став гравцем «Палермо», за головну команду якого почав грати на рівні Серії D, а згодом і Серії C.
Влітку 2021 року нападник за 2,65 мільйони євро перейшов до друголігової «Пізи», де протягом сезону був основним гравцем.
Протягом сезону 2022/23 грав на правах оренди в Нідерландах, захищаючи кольори «Аякса» та його фарм-клубу «Йонг Аякс».
Згодом, також на орендних правах, приєднався до «Удінезе», у складі якого протягом сезону 2023/24 був одним із основних атакувальний гравців, забивши 9 голів у 39 матчах усіх турнірів, після чого клуб з Удіне викупив контракт нападника за 8 мільйонів євро.

## Виступи за збірні
Протягом 2021–2022 років залучався до складу молодіжної збірної Італії. На молодіжному рівні зіграв у 6 офіційних матчах, забив 2 голи.
Восени 2024 року дебютував у складі національної збірної Італії в рамках матчів Ліги націй УЄФА 2024—2025.

## Статистика виступів

### Статистика клубних виступів
Станом на 22 лютого 2025
| Сезон               | Команда             | Чемпіонат           | Чемпіонат | Чемпіонат | Національний кубок | Національний кубок | Національний кубок | Континентальні кубки | Континентальні кубки | Континентальні кубки | Інші змагання | Інші змагання | Інші змагання | Усього | Усього |
| Сезон               | Команда             | Ліга                | Ігор      | Голів     | Ліга               | Ігор               | Голів              | Ліга                 | Ігор                 | Голів                | Ліга          | Ігор          | Голів         | Ігор   | Голів  |
| ------------------- | ------------------- | ------------------- | --------- | --------- | ------------------ | ------------------ | ------------------ | -------------------- | -------------------- | -------------------- | ------------- | ------------- | ------------- | ------ | ------ |
| 2016–17             | «Атлетіко Торіно»   | Пром.               | 6         | 2         | -                  | -                  | -                  | -                    | -                    | -                    | -             | -             | -             | 6      | 2      |
| 2017–18             | «Віченца»           | C                   | 3         | 0         | КІ+КІ-C            | 0                  | 0                  | -                    | -                    | -                    | -             | -             | -             | 3      | 0      |
| 2018–19             | «Брешія»            | B                   | 0         | 0         | КІ                 | 0                  | 0                  | -                    | -                    | -                    | -             | -             | -             | 0      | 0      |
| 2019-січ. 2020      | «Торіно»            | A                   | 0         | 0         | КІ                 | 0                  | 0                  | -                    | -                    | -                    | -             | -             | -             | 0      | 0      |
| січ.-черв. 2020     | «Палермо»           | D                   | 3         | 1         | КІ-D               | 0                  | 0                  | -                    | -                    | -                    | -             | -             | -             | 3      | 1      |
| 2020–21             | «Палермо»           | C                   | 27        | 13        | -                  | -                  | -                  | -                    | -                    | -                    | -             | -             | -             | 27     | 13     |
| Усього за «Палермо» | Усього за «Палермо» | Усього за «Палермо» | 30        | 14        |                    | -                  | -                  |                      | -                    | -                    |               | -             | -             | 30     | 14     |
| 2021–22             | «Піза»              | B                   | 30+4      | 6         | КІ                 | 1                  | 0                  | -                    | -                    | -                    | -             | -             | -             | 35     | 6      |
| 2022–23             | «Йонг Аякс»         | 1Д                  | 14        | 6         | -                  | -                  | -                  | -                    | -                    | -                    | -             | -             | -             | 14     | 6      |
| 2022–23             | «Аякс»              | ЕД                  | 14        | 2         | КН                 | 1                  | 0                  | ЛЧ+ЛЄ                | 0+1                  | 0                    | СКН           | 0             | 0             | 16     | 2      |
| 2023–24             | «Удінезе»           | A                   | 37        | 8         | КІ                 | 2                  | 1                  | -                    | -                    | -                    | -             | -             | -             | 39     | 9      |
| 2024–25             | «Удінезе»           | A                   | 23        | 10        | КІ                 | 3                  | 2                  | -                    | -                    | -                    | -             | -             | -             | 26     | 12     |
| Усього за «Удінезе» | Усього за «Удінезе» | Усього за «Удінезе» | 60        | 18        |                    | 5                  | 3                  |                      | -                    | -                    |               | -             | -             | 65     | 21     |
| Усього за кар'єру   | Усього за кар'єру   | Усього за кар'єру   | 161       | 48        |                    | 7                  | 3                  |                      | 1                    | 0                    |               | 0             | 0             | 169    | 51     |

### Статистика виступів за збірну
| Дата       | Місто    | Господарі | Результат | Гості     | Турнір                                  | Голи | Примітки |
| ---------- | -------- | --------- | --------- | --------- | --------------------------------------- | ---- | -------- |
| 14-10-2024 | Удіне    | Італія    | 4 – 1     | Ізраїль   | Ліга націй УЄФА 2024-2025 - 1-й етап    | -    | 84'      |
| 20-3-2025  | Мілан    | Італія    | 1 – 2     | Німеччина | Ліга націй УЄФА 2024-2025 - чвертьфінал | -    | 83'      |
| 23-3-2025  | Дортмунд | Німеччина | 3 – 3     | Італія    | Ліга націй УЄФА 2024-2025 - чвертьфінал | -    | 85'      |
| Усього     |          | Матчів    | 3         |           | Голів                                   | 0    |          |

| Дата       | Місто     | Господарі            | Результат | Гості      | Турнір                             | Голи | Примітки |
| ---------- | --------- | -------------------- | --------- | ---------- | ---------------------------------- | ---- | -------- |
| 7-9-2021   | Віченца   | Італія               | 1 – 0     | Чорногорія | Кваліфікація молодіжного Євро-2023 | -    | 68'      |
| 8-10-2021  | Зениця    | Боснія і Герцеговина | 1 – 2     | Італія     | Кваліфікація молодіжного Євро-2023 | -    | 67'      |
| 12-10-2021 | Монца     | Італія               | 1 – 1     | Швеція     | Кваліфікація молодіжного Євро-2023 | 1    | 73' 82'  |
| 12-11-2021 | Таллахт   | Ірландія             | 0 – 2     | Італія     | Кваліфікація молодіжного Євро-2023 | 1    |          |
| 25-3-2022  | Подгориця | Чорногорія           | 1 – 1     | Італія     | Кваліфікація молодіжного Євро-2023 | -    | 82'      |
| 19-11-2022 | Анкона    | Італія               | 2 – 4     | Німеччина  | Товариський матч                   | -    | 59'      |
| Усього     |           | Матчів               | 6         |            | Голів                              | 2    |          |